# نشوان
نشوان طلال (- 21 أبريل 2018)، هو موزع موسيقي عراقي. قام بالتوزيع الموسيقي لعدد من المطربين مثل عبدالمجيد عبدالله، راشد الماجد، ماجد المهندس، حاتم العراقي، هيثم يوسف، صلاح حسن، حبيب علي وغيرهم.
عمل نشوان طلال في استوديو بغداد، واشتهر بتوزيعه الموسيقي لعدد من المطربين. كان أشهرهم في بدايته توزيعه لألبوم أمير الحب للفنان هيثم يوسف وقبله أغنية كذابة لنفس المطرب. امتاز نشوان بإسلوب فريد في التوزيع الموسيقي ويتمثل باختياره لآلات موسيقية عديدة وابتعاده بقدر المستطاع عن الآلات الرقمية واعتماده على الآلات الشرقية .
بعد ظروف الحرب على العراق عام 2003 غادر نشوان العراق متوجها إلى عمّان، ثم أقام في دبي وعمل في أحد استوديوهاتها الفنية.

## وفاته
توفي بسبب أزمة قلبية يوم 21 أبريل 2018.